# 长形栗壳蟹
长形栗壳蟹（学名：Arcania elongata）为玉蟹科栗壳蟹属的动物。分布于日本，包括广东、海南、东海等海域，生活环境为海水，多生活于30-100米深的泥沙底。其生存的海拔范围为-100至-30米。
其种加词“elongata”意为“长的”。